# 殺神輓歌
《殺神輓歌》（英語：The Warriors）是一部1979年美國動作驚悚片，由華特·希爾執導並與大衛·沙伯共同編寫劇本，故事改編自索爾·尤瑞克的1965年同名小說。劇情描述當一名幫派重要人士遭到暗殺後，來自康尼島的戰士幫（The Warriors）被指控為凶手，這使他們成為各路幫派的頭號目標。主演包括麥可·貝克、詹姆士·雷瑪、黛博拉·范法肯堡、馬塞利諾·桑切斯、大衛·哈里斯、湯姆·麥凱特里克（Tom McKitterick）、布萊恩·泰勒（Brian Tyler）、泰瑞·米科斯和大衛·派屈克·凱利。
《殺神輓歌》1979年2月9日在美國上映，由派拉蒙影業發行。

## 劇情
紐約市最強大的幫派格拉梅西里夫幫（Riffs）的負責人賽勒斯召開了一場午夜峰會，邀請了該市所有幫派前來參加，並要求代表幫派的九名成員不得攜帶武器；來自康尼島的戰士幫（The Warriors）因此搭乘地鐵前往布朗克斯的范科特蘭公園參加峰會。因幫派的人數是警方的三倍，賽勒斯向會議上的人們提議永久性的全市休戰及結盟，這將使幫派掌控整座城市。
大多數幫派都為他的想法鼓掌，但流氓幫（Rogues）的首領路德藏在人群中，正當警察到達並襲擊該處時，他開槍射殺了賽勒斯，造成現場一片混亂。路德還指控戰士幫的首領克里昂為兇手，而讓對方被里夫幫的人馬圍毆致死。同時，其他戰士幫成員趁亂逃脫，且還未意識到他們已扯上了賽勒斯的謀殺。里夫透過電台來向幫派們下達追捕戰士幫的警戒指令。戰士幫的中尉（副指揮官）史旺負責領導著同夥，以返回康尼島。
特恩布爾幫（The Turnbull ACs）乘著一輛公車追著戰士們，但戰士們逃脫了並利用幫派間不成文的協議——禁止他們在地鐵中動手，而登上了列車離開。途中，列車被鐵軌旁的大火困住，使戰士們被困在布朗克斯區的特里蒙特。
他們徒步行走的途中，遇到了名為孤兒幫（Orphans）的下等幫派，他們沒有被邀請參加賽勒斯的會議，並對自己在城市幫派中的低下地位感到敏感且好戰。史旺和孤兒幫的領袖蘇利成協議，後者同意讓戰士們平安地穿越其地盤。但對方一位名為梅西的女子為此嘲笑了蘇利，蘇利被煽動後要求戰士們脫下幫派背心，才能讓他們通過。史旺拒絕後，促使孤兒幫向他們發起戰鬥。戰士們朝一輛汽車扔擲燃烧瓶並炸毀了它，並趁機逃到了地鐵站。想逃離現有生活的梅西對戰士幫留下了深刻的印象，並打算跟隨著他們。
當他們到達曼哈頓的百老匯-96街車站時，遭到警察的追捕並與彼此分散。戰士幫的弗文、科奇斯、林布蘭特登上前往聯合廣場的列車，而與梅西在一起的福斯則在和警察的搏鬥中跌落鐵軌，最後被進站的列車輾死。
史旺和埃賈斯、牛仔、斯諾被怒火棒球隊（Baseball Furies）追趕到河濱公園，並在一陣的鬥毆後擊敗了這些追兵。埃賈斯隨後為了與一位名為克蘿伊的落單女子調情而和史文他們等人脫隊；但未料，女方的真實身份是個臥底警察，這使試圖性侵她的埃賈斯遭到警方逮捕。另一方面，率先到達14街-聯合廣場車站的弗文、科奇斯、林布蘭特被一支名為麗茲幫（Lizzies）的全女性幫派誘惑，並被邀請到她們的藏身處。直到麗茲幫對他們發動攻擊時，三人急忙逃脫，同時他們也得知了所有的幫派都認為是戰士幫謀殺了賽勒斯。
獨自行動的史旺回到了96街車站，並遇見了梅西，但兩人很快地被警方追趕。逃進隧道的兩人開始爭論起來，梅西想和史旺在一起並與他相吻，但史旺最終拒絕了她。到聯合廣場與弗文、科奇斯、林布蘭特、牛仔和斯諾團聚後，他們在廁所與一群龐克幫（Punk）的人馬展開鬥毆並贏得了勝利。與此同時，另一個幫派成員拜訪了賽勒斯的副手兼里夫幫的新首領馬賽，並告訴他們自己親眼看見路德射殺了賽勒斯。
戰士們終於在黎明時到達康尼島，卻發現路德和流氓幫正在等待他們。當被問及為何殺死賽勒斯時，路德表示只是出於好玩。史旺向路德發起一對一的挑戰，但對方卻只打算用手槍射殺他們；史旺迅速丟一把小刀刺中了路德的手臂，讓手槍從他手中脫落。這時，里夫幫到達並攔截了流氓幫，並肯定了戰士幫的勇氣和毅力。當戰士幫離開現場時，里夫幫的人馬包圍住了流氓幫，只聽得見路德在痛苦中尖叫。
電台DJ宣布已取消對戰士的警戒，並播放〈在城市之中〉來向他們致意。最後，史旺、梅西和其他戰士們在陽光普照的沙灘上輕鬆地漫步。

## 演員
- 麥可·貝克飾演史旺（Swan）[7]：的中尉（副指揮官），之後成為了新首領。
- 詹姆士·雷瑪飾演埃賈斯（Ajax）[7]：戰士幫中脾氣暴躁又愛拈花惹草的頭號打手。
- 黛博拉·范法肯堡（英语：Deborah Van Valkenburgh）飾演梅西（Mercy）[7]：生活在孤兒幫（Orphans）地盤的堅強女子，之後愛上史旺並加入了戰士幫。
- 馬塞利諾·桑切斯（英语：Marcelino Sánchez） 飾 林布蘭特（Rembrandt）[2]：戰士幫新加入的塗鴉手。
- 大衛·哈里斯（英语：David Harris (American actor)）飾演科奇斯（Cochise）[7][2]：的主要成員。
- 湯姆·麥凱特里克（Tom McKitterick）飾演牛仔（Cowboy）[2]：的主要成員。
- 布萊恩·泰勒（Brian Tyler）飾演斯諾（Snow）[2]：戰士幫的主要成員兼音樂人。
- 多西·萊特（英语：Dorsey Wright）飾演克里昂（Cleon）[2]：戰士幫的首領兼創始人。
- 泰瑞·米科斯（英语：Terry Michos）飾演弗文（Vermin）[7]：戰士幫的主要成員兼創始人。
- 大衛·派屈克·凱利飾演路德（Luther）[7]：流氓幫（Rogues）的首領，瘋瘋癲癲，情緒起伏不定。
- 羅傑·希爾（英语：Roger Hill (actor)）飾演賽勒斯（Cyrus）[2]：格拉梅西里夫幫（Riffs）的首領，被路德射殺。
- 艾德華·休華爾（Edward Sewer）飾演馬賽（Masai）[2]：里夫幫的副指揮官，之後成為了新首領。
- 琳恩·瑟格本（英语：Lynne Thigpen）飾演電台DJ[2]：負責在電台上向幫派們傳遞訊息的人。
- 保羅·格雷科（英语：Paul Greco）飾演蘇利（Sully）[2]：孤兒幫的首領。

此外，湯瑪斯·G·沃特斯在片中飾演戰士幫的偵查兵並兼外交官福斯（Fox），當他與導演希爾鬧翻後，沃特斯要求將自己的名字在演職人員名單中刪除。瑪西蒂·芮爾在片中短暫飾演了一名逮捕埃賈斯的女警。

## 製作

### 發展
索爾·尤瑞克小說的電影改編權起初由美國國際影業於1969年買下，但最後並未拍成電影。之後，製片人勞倫斯·高登獲得版權，並委託大衛·沙伯來撰寫劇本。高登把劇本和尤瑞克小說的抄本寄給了導演華特·希爾，以期望他來執導電影。希爾曾在《快打旋風》（1975年）和《虎口拔牙》（1978）中與高登合作過。希爾回憶這段往事：「我說，『賴瑞（即勞倫斯），我很樂意做這個，但沒人會准許我們。』這太極端且太怪異了。」
高登和希爾原本打算拍一部西部片，但當該項目未能籌集資金時，他們將《殺神輓歌》交給當時有意製作青少年電影的派拉蒙影業，使資金為此成功籌得。希爾回憶：「電影很快地立案；賴瑞與派拉蒙有著特殊的關係，我們保證將這部電影製作得很便宜，而我們做到了。因此在短短幾週內就誕生了。認為我們於1978年4月或1978年5月獲得了批准，並於1979年2月影院上映，進展相當迅速。」
希爾被其「極致簡約的敘事和精簡的劇本」所吸引。該劇本是對街頭幫派的現實寫照，但希爾是美式漫畫的忠實擁護者，他想將電影分為幾個章節，然後讓每一章「從初始頁起充滿生命力」。但片商試圖搶先在對手公司的《火拼戰車》（同樣是部幫派題材的電影）之前上映《殺神輓歌》，使得該片的製作預算不高且後製時間緊迫，希爾不得不放棄預先的構想。直到2005年的終極導演剪輯版（Ultimate Director's Cut）影碟中，希爾才得以加入這種章節式敘事。希爾表示：「我想將其納入奇幻元素，但同時添加一些現代元素，」「這些是我們必須讓製片商理解的一些難點。但我們與母公司的相處不是很好，電影上映後，一切順利，每個人都是朋友。但是直到那時還是有很多誤解，他們以為這將是《週末夜狂熱》之類的東西。」

### 選角
製片方在紐約市為了該片的演員而進行海選。雖然原作中有白人的角色，但主角群都不是白人；根據希爾的說法，派拉蒙出於「商業因素」而不希望主演群全是黑人。希爾在看過一部名為《狂人》（Madman）的獨立電影後，將當中的雪歌妮·薇佛選為《異形》（1979年，由希爾監製）的主角；同時，他也對《狂人》的主演麥可·貝克印象深刻而選中他來飾演《殺神輓歌》中的史旺（Swan）一角，該角在片中是團隊的實質領導者。黛博拉·范法肯堡的經紀人說服了選角導演會見她，這使范法肯堡成功成為了梅西（Mercy）的飾演者。製片方原本意屬湯尼·丹薩來飾演沃克文（Vermin），但對方在加入電視情境喜劇《計程車》的演出後而作罷，這使先前曾被拒絕的泰瑞·米科斯得到了機會。
湯瑪斯·G·沃特斯在片中飾演福斯（Fox）一角，也是演員陣容中經驗最豐富的演員之一；當時年僅23歲的他被視為一顆備受看好的未來之星，甚至對希爾而言是下一個詹姆士·狄恩。在與高登和范法肯堡見面後的隔天，派拉蒙為他提供了每週1500美元和另外5萬美元的片酬。導演邀請他到康尼島海灣和西部地區觀看狄恩的電影《養子不教誰之過》（1955年）和《天倫夢覺》（1955年），但這也是麻煩的開始。在放映過程中，希爾為他提供了一杯酒，但被對方拒絕。沃特斯當時未有酗酒的陋習，並對與自己合作的新導演喝酒一前景而感到不安；這導致兩人的嫌隙在嚴峻的拍攝過程中變得更加糟糕。在經過了八週的拍攝後，沃特斯和希爾之間的緊張局勢達到臨界點時，希爾要求武術指導克雷格·巴克斯利即興創作一個特技場景，以在當中賜死沃特斯的角色。感到吃驚的巴克斯利認為這樣的關鍵場景需要精心規劃而表示反對，但希爾堅持己見：「我才不管你他媽怎樣殺了他，殺了他就對了。」巴克斯利找到了一位工作人員來當作沃特斯，並模擬了一段戲。在這場戲中，角色被拋在即將駛來的火車前的地鐵平台上。沃特斯回憶說，「就像有人削了我的靈魂，只留下了空殼。」後來他要求將自己的名字從演職人員名單中刪除；直到如今，他的名字仍未出現在名單中。但沃特斯為此感到後悔，在之後與希爾和解並為彼此間的嫌隙而責備自己。

### 拍攝
主要拍攝於1978年夏天進行。希爾想讓片中呈現逼真的打鬥戲，武術指導巴克斯利讓演員們在拍攝前先在特技學校接受訓練。演員詹姆士·雷瑪為自己飾演的角色做準備而到康尼島閒逛，以尋找適合角色塑造的典範。電影主要在紐約市的街道上拍攝，其中一些室內場景則是取自阿斯托利亞製片廠。雖然他們從日落到日出都在拍片，但仍落後於進度且超出了預算。劇組在拍片時還遇上了些麻煩，如當演員們在布朗克斯拍攝時被扔了磚頭。喬爾·魏斯（Joel Weiss）記得他正要在曼哈頓惡名昭彰的字母城A大道（20世紀的此處治安並不佳）上拍片時，由於附近發生的雙重謀殺案而使拍攝作業被取消。此外，希爾希望現場有真正的幫派成員參與在片中開頭的幫派峰會，但又不想出事，這使劇組允許一些值班的員警待在人群中。
片商不允許巴克斯利帶來好萊塢的任何特技演員，但使他親自擔任賽勒斯（Cyrus，羅傑·希爾飾演）一角的替身。真正的幫派成員想與一些演員交流，但基於製作安全的問題而被彼此隔離開來。在拍攝的初期和後期，八名戰士（The Warriors）的演員們彼此關係密切；但在夏季拍攝時被迫共用一輛拖車且每天滿頭大汗地窩在一起，這使極為不滿的沃特斯直接揚言要向美國演員工會報告自己的工作環境，這才讓派拉蒙配給他們第二輛拖車。
在原始劇本中，福斯一角的下場本會善終，而史文則被一個敵對的同性戀幫派丁戈斯（Dingos）俘獲，後來才逃脫；但直到希爾發現貝克與范法肯堡間極具火花，這使劇本被改寫，以便他們的角色最終在一起。
流氓（Rogues）幫在康尼島與戰士對峙中的車是1955年的凱迪拉克靈車。在此對峙中，飾演路德（Luther）的大衛·派屈克·凱利想用上兩隻死鴿子，但希爾認為這行不通。相反，凱利右手用三支玻璃瓶即興喊出了著名的台詞「戰士，來玩吧」（Waaaaarriors, come out to plaaaay）；這是凱利受到在紐約市中心認識的一個取笑自己的男人所影響。希爾希望以奧森·威爾斯對希臘主題進行的敘述模式來介紹電影的背景，但片商不喜歡這個主意且拒絕為此付錢。但該模式最終被收錄於終極導演剪輯版中，由希爾親自擔任旁白。

## 外部連結
- 互联网电影数据库（IMDb）上《殺神輓歌》的资料（英文）
- AllMovie上《殺神輓歌》的资料（英文）
- 爛番茄上《殺神輓歌》的資料（英文）
- 《殺神輓歌》演員於2006年重聚 （页面存档备份，存于）